# Banco de Tierra del Fuego
El Banco de Tierra del Fuego es la entidad financiera más importante de la Provincia de Tierra del Fuego, Antártida e Islas del Atlántico Sur. Es un banco privado principalmente al mercado financiero minorista, además es el principal agente financiero del Estado de la provincia de Tierra del Fuego, Antártida e Islas del Atlántico Sur.
Tiene la casa central ubicada en la calle Maipú 897, Ciudad de Ushuaia. También cuenta con varios centros de pagos y diversas sucursales en la isla grande de la provincia, así como sucursales en la Ciudad Autónoma de Buenos Aires y Santa Cruz.

## Historia
Fue fundado durante la gobernación territorial de Ramón Alberto Trejo Noel. El banco fue transformado en una entidad autárquica en 1984, mediante la Ley Territorial número 234, constituyéndose como Sociedad Anónima.

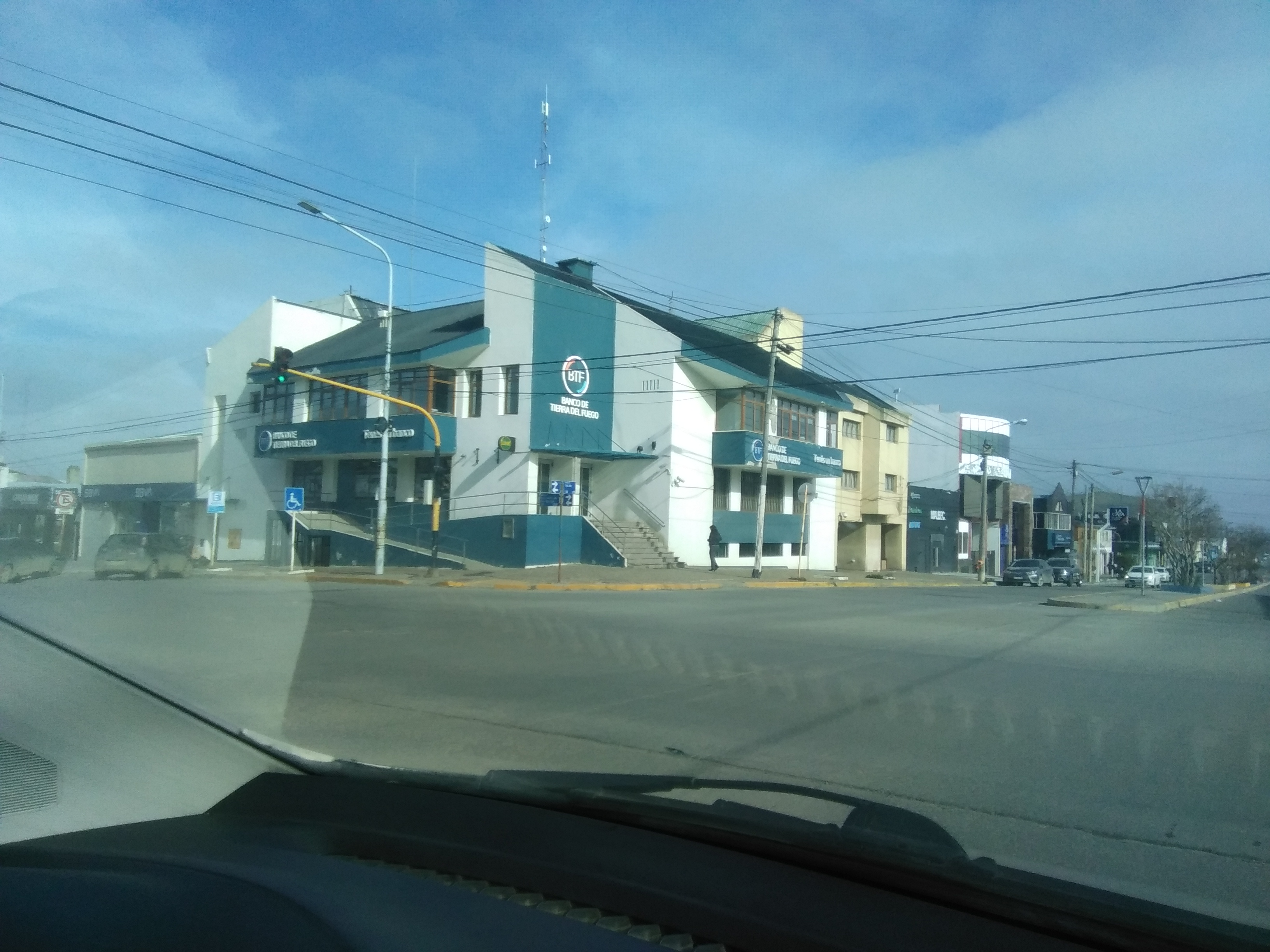
Edificio de la sucursal en Rio Grande